# Toyohito Mochizuki
Toyohito Mochizuki (jap. 望月 豊仁, Mochizuki Toyohito; * 18. September 1953 in Shizuoka) ist ein ehemaliger japanischer Fußballspieler.

## Nationalmannschaft
1978 debütierte Mochizuki für die japanische Fußballnationalmannschaft. Mochizuki bestritt zwei Länderspiele.